# 彼得霍夫 (西姆拉)
彼得霍夫（Peterhoff）是印度喜马偕尔邦首府西姆拉的一座建筑，典型的都铎风格木架建筑，英属印度时期这里至少住过七位总督。
它的第一个住户是第八代額尔金伯爵詹姆斯·布鲁斯,在1863年搬进这座建筑。
1947年印度独立脱离大英帝国，该建筑改为旁遮普高等法院。1948–49年，在彼得霍夫，进行对刺杀圣雄甘地的南度蓝姆·高德西的审判。1971年，喜马偕尔邦成立，彼得霍夫成为总督府。
1981年1月12日夜，该建筑被大火摧毁。于是总督府迁往巴恩斯中庭（Barnes' Court）。1991年，彼得霍夫重建，成为豪华酒店，有34个套房。